# Andrew Benson (Biochemiker)

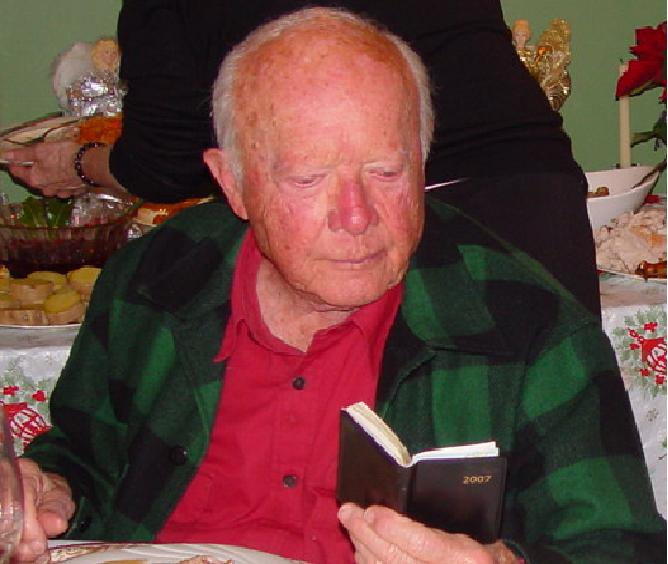
Andrew Benson (2007)

Andrew Alm Benson (* 24. September 1917 in Modesto, Kalifornien; † 16. Januar 2015 in La Jolla, Kalifornien) war ein US-amerikanischer Biochemiker. Er ist mit Melvin Calvin und James Alan Bassham der Entdecker des Calvin-Zyklus des photosynthetischen Stoffwechsels der Pflanzen. Der Calvin-Zyklus wird zu Ehren der Entdecker auch Calvin–Benson–Bassham cycle (CBB) genannt.
Bensons Vater war Landarzt mit schwedischen Wurzeln. Benson studierte Chemie an der University of California, Berkeley mit dem Bachelor-Abschluss 1939 (zu seinen Lehrern gehörten Luis Walter Alvarez und Glenn T. Seaborg) und wurde 1942 am Caltech in organischer Chemie bei Carl Niemann promoviert. 1942/43 war er Instructor in Berkeley, wobei er Schwierigkeiten bekam, da er Kriegsdienstverweigerer war. 1944/45 forschte er an der Stanford University und 1945/46 war er Assistent am Caltech.  Von 1946 bis 1955 war er stellvertretender Direktor der Gruppe für Bio-organische Chemie am Lawrence Radiation Laboratory in Berkeley, wo er mit Calvin und Bassham den Calvin-Zyklus  entdeckte (auch Calvin-Benson-Bassham-Zyklus genannt). 1955 wurde er Associate Professor und später Professor an der Pennsylvania State University und ab 1962 war er Professor am Scripps Institute of Oceanography der University of California, San Diego. Dort war er 1965 bis 1970 Vorsitzender der Abteilung Meeresbiologie und 1970 bis 1977 Direktor des Forschungslabors für Physiologie. 1988 wurde er emeritiert.
Er war Mitglied der National Academy of Sciences (1972), der American Academy of Arts and Sciences (1981) und der norwegischen Akademie der Wissenschaften (1984). 1965 wurde er Ehrendoktor in Oslo (dort war er schon 1951/52 als Fulbright Lecturer an der Landwirtschaftshochschule nahe Oslo) und 1986 an der Universität Paris VI (Pierre et Marie Curie). 1972 erhielt er den Stephen Hales Award der amerikanischen Gesellschaft für Pflanzenphysiologie und 1962 dem Lawrence Memorial Award.
Er befasste sich später unter anderem mit Physiologie von Mangroven, Forellen und Korallen, Surfaktanten in biologischen Membranen, Biochemie von Fetten, Arsen-Stoffwechsel, Anwendung von Radioisotopen und Radiochromatographie.
Ab 1977 war er Berater der Cousteau Society und ab 1975 Berater des Australian Institute of Marine Science. Ab 1990 war er am Marine Biotechnology Institute in Tokio.
Er war seit 1971 verheiratet und hat zwei Töchter.

## Schriften
- mit Calvin: The dark reduction of photosynthesis, Science, Band 105, 1947, S.  648–649
- mit Calvin: The path of carbon in photosynthesis, Science, Band 107, 1948, S. 476–480[2]
- Paving the Path, Annual Review of Plant Biology, Band 53, 2002, S.  1–25 (Autobiographisch)